# 張善政內閣
張善政內閣是2016年2月1日至2016年5月20日期間，由時任行政院院長張善政所領導的中華民國內閣，為馬英九政府任內的最後一屆內閣，整個任期皆屬看守內閣；同時也是總統直選後首個由無黨籍閣揆領導的內閣和政府遷台以來任期最短的內閣，僅運作109日即解散。
2016年1月16日，毛治國請辭行政院院長且不接受慰留後，由原行政院副院長張善政代理。1月25日總統批准內閣總辭後，2月1日張善政真除為院長，接替毛治國內閣。5月20日，第14任中華民國總統蔡英文宣誓就職，閣揆張善政依憲政慣例提出總辭，由林全內閣接任。

## 內閣成員
| 頭銜                             | 肖像 | 姓名        | 就任日期                       | 副首長                                                         | 備註                                                 |
| -------------------------------- | ---- | ----------- | ------------------------------ | -------------------------------------------------------------- | ---------------------------------------------------- |
| 行政院院長                       |      | 張善政      | 2016年2月1日                   | 不適用                                                         | 無黨                                                 |
| 行政院副院長                     |      | 杜紫軍      | 2016年2月1日                   | 無黨                                                           |                                                      |
| 行政院秘書長                     |      | 簡太郎      | 2015年1月24日                  | 政務副秘書長：徐中雄國民 常務副秘書長：宋餘俠                  | 毛治國內閣續任 國民                                  |
| 內政部部長                       |      | 陳威仁      | 2014年3月3日                   | 政務次長：陳純敬 常務次長：林慈玲                              | 毛治國內閣續任 國民                                  |
| 外交部部長                       |      | 林永樂      | 2012年9月26日                  | 政務次長：柯森耀、高振群 常務次長：史亞平國民                  | 毛治國內閣續任                                       |
| 國防部部長                       |      | 高廣圻 國民 | 2015年1月31日                  | 軍政副部長：陳永康 軍備副部長：劉震武 常務次長：王信龍、許培山 | 毛治國內閣續任                                       |
| 財政部部長                       |      | 張盛和 國民 | 2012年6月1日                   | 政務次長：張璠、吳當傑 常務次長：許虞哲                        | 毛治國內閣續任 國民                                  |
| 教育部部長                       |      | 吳思華無黨  | 2014年8月6日                   | 政務次長：陳德華、林思伶 常務次長：林淑真                      | 毛治國內閣續任                                       |
| 法務部部長                       |      | 羅瑩雪無黨  | 2013年9月10日                  | 政務次長：陳明堂 常務次長：蔡碧玉                              | 毛治國內閣續任                                       |
| 經濟部部長                       |      | 鄧振中無黨  | 2014年12月8日                  | 政務次長：卓士昭 常務次長：沈榮津                              | 毛治國內閣續任 尚未改造之部會 無黨                   |
| 交通部部長                       |      | 陳建宇 國民 | 2016年5月20日                  | 政務次長：曾大仁 常務次長：范植谷                              | 毛治國內閣續任 尚未改造之部會                        |
| 文化部部長                       |      | 洪孟啟無黨  | 2015年1月24日                  | 政務次長：蔡炳坤、陳永豐 常務次長：許秋煌                      | 毛治國內閣續任                                       |
| 衛生福利部部長                   |      | 蔣丙煌無黨  | 2014年10月18日                 | 政務次長：林奏延、曾中明 常務次長：許銘能                      | 毛治國內閣續任                                       |
| 勞動部部長                       |      | 陳雄文 國民 | 2014年8月20日                  | 政務次長：郝鳳鳴、陳益民 常務次長：郭芳煜                      | 毛治國內閣續任                                       |
| 科技部部長                       |      | 徐爵民無黨  | 2015年1月24日                  | 政務次長：林一平、錢宗良 常務次長：陳德新                      | 毛治國內閣續任                                       |
| 蒙藏委員會委員長                 |      | 蔡玉玲無黨  | 2013年10月22日                 | 副委員長：陳明仁                                               | 毛治國內閣續任 政務委員兼任 尚未改造之部會           |
| 僑務委員會委員長                 |      | 陳士魁      | 2013年8月1日                   | 政務副委員長：信世昌 常務副委員長：呂元榮                      | 毛治國內閣續任 國民                                  |
| 國軍退除役官兵輔導委員會主任委員 |      | 董翔龍      | 2013年8月1日                   | 副主任委員：劉國傳、陳良濬                                     | 毛治國內閣續任                                       |
| 原住民族委員會主任委員           |      | 林江義      | 2016年5月20日                  | 政務副主任委員：陳張培倫 常務副主任委員：范佐銘                | 毛治國內閣續任 國民                                  |
| 客家委員會主任委員               |      | 鍾萬梅      | 2016年2月1日                   | 副主任委員：                                                   |                                                      |
| 金融監督管理委員會主任委員       |      | 王儷玲      | 2016年2月1日                   | 政務副主任委員： 常務副主任委員：黃天牧                        |                                                      |
| 國家發展委員會主任委員           |      | 林祖嘉      | 2016年2月1日                   | 政務副主任委員：黃萬翔 常務副主任委員：高仙桂                  | 政務委員兼任無黨                                     |
| 行政院大陸委員會主任委員         |      | 夏立言      | 2015年2月17日                  | 特任副主任委員： 政務副主任委員：施惠芬                        | 毛治國內閣續任 尚未改造之部會                        |
| 行政院農業委員會主任委員         |      | 陳志清      | 2016年2月1日                   | 政務副主任委員： 常務副主任委員：                              | 尚未改造之部會 國民                                  |
| 行政院環境保護署署長             |      | 魏國彥      | 2014年3月3日                   | 副署長：符樹強                                                 | 毛治國內閣續任 尚未改造之部會 國民                   |
| 行政院海岸巡防署署長             |      | 王崇儀      | 2014年2月18日                  | 副署長：                                                       | 毛治國內閣續任 尚未改造之部會                        |
| 公平交易委員會主任委員           |      | 吳秀明      | 2010年2月1日                   | 副主任委員：邱永和                                             | 毛治國內閣續任 任期制獨立機關，不受內閣改組影響      |
| 中央選舉委員會主任委員           |      | 劉義周      | 2014年8月1日代理 2015年1月正任 | 副主任委員：陳文生                                             | 毛治國內閣續任 任期制獨立機關，不受內閣改組影響      |
| 國家通訊傳播委員會主任委員       |      | 石世豪      | 2012年8月1日                   | 副主任委員：虞孝成                                             | 毛治國內閣續任 任期制獨立機關，不受內閣改組影響      |
| 中央銀行總裁                     |      | 彭淮南      | 1998年2月25日                  | 副總裁：楊金龍、嚴宗大                                         | 蕭萬長內閣續任 任期制獨立機關，不受內閣改組影響 國民 |
| 行政院原子能委員會主任委員       |      | 周源卿      | 2016年2月1日                   | 副主任委員：                                                   | 尚未改造之部會                                       |
| 行政院公共工程委員會主任委員     |      | 許俊逸      | 2014年7月1日                   | 副主任委員：鄧民治、顏久榮                                     | 毛治國內閣續任 政務委員兼任 尚未改造之部會           |
| 行政院主計總處主計長             |      | 石素梅      | 2008年5月20日                  | 副主計長：鹿篤瑾                                               | 毛治國內閣續任 國民                                  |
| 行政院人事行政總處人事長         |      | 黃富源      | 2012年3月26日                  | 副人事長：張念中、朱永隆                                       | 毛治國內閣續任                                       |
| 國立故宮博物院院長               |      | 馮明珠      | 2012年9月18日                  | 副院長：周築昆                                                 | 毛治國內閣續任                                       |
| 政務委員                         |      | 馮燕        | 2013年8月1日                   | 不適用                                                         | 毛治國內閣續任                                       |
| 政務委員                         |      | 蕭家淇      | 2015年2月25日                  | 毛治國內閣續任 國民                                            |                                                      |
| 政務委員                         |      | 鐘嘉德      | 2016年2月1日                   |                                                                |                                                      |
| 行政院發言人                     |      | 孫立群      | 2014年2月17日                  | 毛治國內閣續任 國民                                            |                                                      |
| 臺灣省政府主席                   |      | 林政則      | 2010年2月26日                  | 毛治國內閣續任 政務委員兼任 國民                               |                                                      |
| 福建省政府主席                   |      | 林祖嘉      | 2016年2月1日                   | 政務委員兼任                                                   |                                                      |

## 內閣大事記錄
- 2016年1月16日：行政院院長毛治國在總統大選後透過媒體發布請辭消息，23日起毛治國院長個人正式請辭，期間由原行政院副院長張善政任代理院長。
- 2016年1月25日：馬英九總統批准毛治國內閣總辭。
- 2016年2月1日：原行政院副院長張善政真除為院長並籌組張善政內閣。
- 2016年4月8日：行政院長張善政與準行政院長林全代表新舊政府會面。
- 2016年5月12日：張善政內閣提出總辭。
- 2016年5月17日：總統馬英九批准內閣總辭。
- 2016年5月20日：中華民國第14任總統蔡英文就職，行政院正式辦理交接，由林全內閣接任。

## 任內事件

### 2016年1月北半球寒流（代理院長）
2016年1月下旬，霸王級寒流在臺灣導致嚴重災情。中央氣象局則於1月24日早上5:30與7:15在台北測站測得攝氏4.1度的低溫，並首次於下午測得冰霰的記錄，為台北測站的百年紀錄。全臺至少有60人在此波寒流受凍猝死，並造成12間學校因積雪導致的交通問題於1月25日停班停課一天，其中多間學校是第一次因寒流而停課。此外新竹縣與苗栗縣等地的茂谷柑、高接梨、草莓等作物亦被雪覆蓋而導致農損，西南沿海地區的養殖漁業亦有大量魚群暴斃情形，全台農林漁牧業損失約35億台幣。1月28日，行政院副院長張善政在行政院會再次指示農委會辦理農損補助應該要「彈性、加速、從寬」，也請地方政府配合加速作業，希望在中央、地方合作之下，農民能在農曆年前獲得補助金。

### 2016年高雄美濃地震
2016年2月6日，台南地震發生後，行政院長張善政南、北兩頭跑，除了到台南勘災、探望受傷民眾，也到新北市的中央災害應變中心指揮救災，全力協助台南市長賴清德。行政院長張善政表示：「我跟賴市長可以說是難兄難弟，第一個是登革熱、第二個是寒害，你們也可以跟他求證一下，至少這方面來講我們根本沒有什麼隔閡。」並表示登革熱疫情時台南市政府就與中央配合得很好，賴採取開放的態度採納中央的建議，最後疫情獲得控制，台南市還比高雄市先解除疫情警報。賴清德在臉書上感謝張善政，他謝謝行政院為災區救援挹注了諸多部會的資源，也透露行政院致贈加菜金給搜救弟兄、國軍弟兄和志工，讓搜救工作更順利。

### 國際立場
2016年2月23日，時代力量立委林昶佐質詢行政院長張善政和陸委會主委夏立言，台灣在國際場合以中華台北為名稱、對岸叫中國，這樣是對等尊嚴嗎？對岸是否應該叫中華北京？張善政說「在《憲法》規定下，我們是一個國家，不尊重對岸是國家」，但在國際場合不是台灣希望什麼就能是什麼，中華台北是可以參與運動賽事的一個名稱。夏立言表示政府在國際社會上爭取的一向都是用正式國名、正式參與為努力目標，林昶佐追問「你說的是中華民國嗎？」夏立言說「是的」，林昶佐表示「終於等到這句」，若政府未來希望在國際場合實現中華民國與中華人民共和國共同存在，「這是兩國論，而且是華獨，我是台獨，但我敬佩你們跟馬總統不一樣」。但同年5月林昶佐卻作為中華台北代表團成員參與世界衛生大會，並坦言這是政府為了實質參與國際組織所不得不做的讓步。

### 立法院托幼議題
2016年3月3日，民進黨立委余宛如提案，主張修正「立法院議事規則」，開放立委及官員必要時可帶三歲以下嬰幼兒進入議場開會，引起各方正反評價。對此行政院長張善政於4日表示：「我想不要帶到議場裡面，帶到議場裡面很奇怪，問政的時候小朋友在旁邊哭起來，或要餵奶會很奇怪」，並說重點是如何解決托幼問題。

### 憲兵違法搜索案
2016年3月6日，外界質疑憲兵違法搜索案，行政院長張善政表示，這起案件較好做法應是透過檢調體系拿到搜索票，雖然國防部說當事人有同意搜索，但透過憲兵向民間索取資料的做法相當不妥，為了讓未來調查順利，國防部應該把相關主管調離現職，靜候調查。民進黨立委管碧玲要求法務部立即出面，不能聽信軍方與憲兵的一面之詞，並提到她傳簡訊關切憲兵濫搜事件，希望院長出面處理，立即收到張善政的回應，然後經過84分鐘得知處置方向，對此張善政答詢時說「我希望更快」。

### 德翔台北輪擱淺
2016年3月10日，「德翔台北」輪擱淺於石門外海，岸際油污清除工作原訂於同年5月15日完成，自4月17日起經環保署調派地方環保局支援14台高溫高壓、2台高壓清洗機投入作業，提前於5月10日完成。行政院長張善政任內六度前往新北市石門區現場視察，除感謝相關部會及新北市政府提前完成除污任務，他也要求船公司應定期巡檢，至於船體後續相關拆除作業部分，交通部部長陳建宇已知會準部長賀陳旦接續處理。

### 黃安返台就醫
2016年3月11日，藝人黃安返台就醫使用健保，引發各界議論。行政院長張善政被問到此事時表示，就官方、政院的角度來說，黃安是我們的國民，所以他回台灣就醫應該一視同仁，但「從個人角度來講，當然我心裡面是不太高興的。」媒體追問為何不太高興？張解釋：「他之前的所作所為大家都看到啦！」

### 因應土壤液化
2016年3月14日，經濟部地質調查研究所公布8縣市土壤液化潛勢區，行政院如臨大敵，行政院長張善政已3度親自主持專案會議，要求一定做好配套措施，化解民眾疑慮，並指示內政部應將高風險土壤液化潛勢地區納入全國國土計畫，研訂國土防災策略，並由地方政府優先納入都市更新地區規畫。

### 學運及黨產議題
2016年3月15日，民進黨立委鄭麗君問「是否對太陽花學運時期，324入侵行政院的民眾撤告？」行政院長張善政表示，自己沒持續提告，但也不會變更前任院長的決定，因為這件案子已經進入司法程序，到最後如果法院認為沒有犯罪行為，那就沒有罪，鄭麗君追問「太陽花學運快要兩周年，這是公民運動還是犯罪？」張善政則說，有公民運動，但有一些行動也超越公民運動尺度，因此是不是有犯罪行為，要留給司法判定，自己無法決定。此外鄭麗君拿出60名立委連署的提案，要求行政院重啟黨產公開網站，也追問張善政對黨產的態度，張善政表示，他2月1日才接任，過去幾年公權力能介入的部分已回收50幾筆土地，必須確定有資料才能承諾公開，政府並非掌握每一筆黨產，能追的都追了，「如果覺得不夠，新政府上任後大可依法去追」。會後張善政坦言，不太喜歡把時間放在與立委辯論意識形態主題，並強調自己對意識形態都是中立的，不希望偏哪一邊。

### 中甘復交
2016年3月18日，民進黨立委蘇震清質詢行政院長張善政和陸委會主委夏立言，認為昨天甘比亞和中國復交是對馬政府過去八年的「外交休兵」打了一個又響又脆的巴掌，這證明馬總統過去外交休兵是錯誤的政策，外交需要大家積極努力，張善政忍不住插話回應表示是「活路外交」，蘇震清繼續說外交部是很好的團隊，但是大家因為一個錯誤的政策，讓優秀的團隊荒廢八年；然而蘇震清在質詢時一直稱呼夏立言是「副主委」，直到要求「副主委你先不要講話」，讓前半段質詢一直被稱為副主委的夏立言回應「抱歉我是主委」，而蘇震清幾度質疑馬政府的外交政策，也讓張善政忍不住用強硬口氣回應，表示不同意蘇的說法，「520之後你們大可以去發揮」。

### 因應陸客減少
2016年3月26日，張善政南下南投參訪。針對陸客減少問題，張善政指比去年同期減少約6%，但幅度不大，六月之前將是觀察關鍵期；張善政另表示去年日月潭陸客佔比比前年降5%，顯示本國和國際旅客增加，「這是好現象！」未來將加強國際宣傳、分散客源，把陸客減少的影響降到最低。

### 內湖隨機殺人事件
2016年3月28日，台北市內湖發生女童遭殺害事件，行政院長張善政表示，如果沒有精神異常狀況下而蓄意殺人，應該給予最大的刑罰，至於是否要廢除死刑需尋求社會共識。

### 肯亞案
2016年4月20日，法務部等專案小組赴陸了解肯亞案，行政院長張善政表示，對岸讓詐欺嫌犯對外講話是有特殊目的，希望在媒體前承認有罪；以台灣為例，人權尊重程度比對岸好，「這種事情不會出現，也不應該出現」。

### 協助地方防疫
2016年4月22日，國家衛生研究院在行政院統合指揮下，分別在台南、高雄設立「國家蚊媒傳染病防治研究中心」。張善政表示，將中心設置在南部是因傳染病本身有在地特性，中央和地方充分配合，中央做研究資源，地方做第一線防疫，防疫需求反映給中央單位讓他們去做深入研究，相信能充分展現防治效果。

### 美國豬肉立場
2016年4月22日，準農委會主委曹啟鴻對於民進黨政府上台後是否開放含瘦肉精美國豬肉表示，是否開放非農委會就能決定，但「應該是這個方向」，他已在做最壞的打算，全球化下不可能永遠關起門，日韓後來也開放了，台灣是外銷導向的國家，「我們有那種能耐完全不接受嗎？」行政院長張善政表示：「最近幾年已經挺很久啦，對不對？我們一直挺一直挺，我們也有壓力，我們也是挺，誰說挺不住，我們就挺住啦。」

### 東聖吉16號事件
2016年4月25日，日本公務船在沖之鳥礁附近公海海域扣押台灣漁船東聖吉16號。行政院長張善政批評，不管他是院長或卸任後民眾的角度，「一個9平方公尺，3個榻榻米大的一塊地，怎麼可以叫做島？」他說，用9平方公尺就去延伸200海浬的經濟海域，「各位你們用膝蓋想有這種事情嗎？日本一個國際上堂堂大國可以幹這種事嗎？非常不合理！」張善政並呼籲，日本不應再強辯沖之鳥是島，不然「他們請那設籍的100多名議員上去，過一個禮拜看看。」自5月1日開始，政府除了派遣海巡署及漁業署前往護漁外，海軍也出動軍艦前往附近海域協助護漁，準駐日代表謝長廷質疑，軍艦護漁有「不惜戰爭」的意義，等於向美日宣戰；立委葉宜津要求總統馬英九，「停止這些幼稚的行動」，對此張善政認為謝長廷想的太遠了，這只是一種備援，同時請葉宜津回去問蔡總統全力捍衛的內容是甚麼。5月5日，東聖吉16號返回小琉球，張善政前往漁港親迎慰問。

### 國家資通安全科技中心存廢
2016年5月3日，時代力量與民進黨認為國家資通安全科技中心（簡稱資安中心）組織凌亂、權責不清，在立法院院會聯手廢止資安中心設置條例。張善政花了兩年心思去討論，才逐步建立資安3級制，2015年12月完成三讀，2016年初行政院施行，結果不到半年就被立法院廢止。立委質疑資安為什麼要分三級制，怎麼把資安放到科技部，應該放在行政院，張善政說這是政府體制問題，不是刻意忽略資安，資安三級制的推動有助於跨部會分工，行政院國家資通安全會報負責資安政策的決策，由科技部擔任資安政策的監督與執行，資通安全技術服務中心（簡稱技服中心）則轉型為行政法人，改組為資安中心，作為相關技術幕僚與支援的角色，當技服中心轉型成行政法人後，科技部就是其監督機關，有利整理資安防護和相關業務的發展。原規劃由技服中心的專任人員直接轉任資安中心，但在條例廢止後100多位資安人才中已有約20位轉往金融科技單位工作，張善政表示資安中心設置條例被廢止，是他任內最心痛、最難過的事情。

### WHA立場
2016年5月7日，總統府證實收到世界衛生大會邀請函，內容首度提到「一中原則」。行政院長張善政表示，邀請函提到「聯合國那個決議」，已經轉給接任的民進黨政府，希望除回覆接受邀請與否，應表達對聯合國決議的立場，「聯合國的決議是把我們排出聯合國、讓大陸進去的依據，聯合國講的一中是講對岸，我們的一中不是對岸，建議回覆時應適度澄清，我們認定的一中不是依據聯合國決議，而是中華民國」。張善政說，這項聲明需要得到接任的民進黨政府支持，如果不支持問題會更大，他知道民進黨正在開會，希望能做出有智慧、有尊嚴的決定。

### 出口衰退趨緩
2016年5月9日，財政部公布4月外貿出口較去年同期衰退6.5個百分點，已經是連續15個月呈現衰退（連15黑），打破08年金融海嘯連續14個月衰退（連14黑）的紀錄，也創下史上最長衰退時間，但4月衰退幅度從過去幾個月呈現兩位數減幅減少到個位數。財政部也透露，去年5月出口是當年單月最高，因此5月能否維持個位數減幅還有待觀察。行政院主計總處預估，若電子產品出口回穩，最快在6月就有機會轉為正成長。受到全球景氣不佳，貿易活動降溫，鄰近的韓國出口已經連16黑、日本連14黑、新加坡連19黑。此外，國發會公布4、5月景氣的綜合判斷，燈號轉呈黃藍燈，終結連十藍。

### 轉型正義
2016年5月10日，行政院長張善政建議新政府：「有意識形態的事少做，先休養生息，把經濟、產業處理好」，若馬上推課綱、轉型正義等政策，容易讓民眾覺得「民進黨回來執政是來報仇的」，民進黨發言人阮昭雄表示，張善政貶抑轉型正義的說法，令人不敢恭維。張善政在11日下午回應表示，「課綱改了，這個轉型正義能夠替我們GDP增加多少？請他們回答」，政大教授陳芳明批評「轉型正義與經濟成長是兩種並行不悖的價值範疇，他卻把相輔相成的觀念放在對立面」。 隔日，張善政在接受專訪時表示，他覺得現在是止癒療傷、經濟轉型，讓人民對民進黨有信心再做轉型正義，民眾會比較能接受。張善政在20日卸任致詞時表示，沒有繁榮的經濟，政府就無法提供充裕的資源照顧老年、弱勢與環保，各種社會正義也不易落實，如果轉型正義操之過急，難免造成二度撕裂，應設法把過去的恩怨反轉為國家正面的能量。一年後張善政在接受專訪時指出，轉型正義不是不能做，而是要做的讓大家心服口服，蔡總統有4年的任期，很多議題可以循序漸進用更柔順、更多溝通的方式進行。

### 移民說
2016年5月12日，行政院長張善政接受專訪表示，他目前對接任政府的態度中立，希望不要過半年、1年後失望，提醒新政府「不要逼得我移民海外」，他2000年投票給前總統陳水扁，2004年時沒有投給他，當時開票結果還沒出來，他就跟兒子說，「要是還是阿扁當選，你準備將來出國唸書，移民到國外去」，他承認這是一個不好的示範。張善政在13日上午接受廣播節目專訪時表示，2004年老實說對陳水扁失望，因有2顆子彈事件，選情相當緊張，「我已經認錯了，講這句話不好」，請體諒他當時是一般民眾身分，對政局很著急，又沒力量影響，當然眼不見為淨。張善政在20日卸任致詞時表示，回想過去10多年藍綠鬥爭正熱，許多政策都含有意識形態，移民說背後真正想表達的是「民眾對政局的焦慮與無力感」，希望一個強調謙卑的新政府，能體認過去民眾會有這種心理的原因，不要再重蹈覆轍。一年後張善政在接受專訪時坦言，「這些話可能有爭議，但新政府確實應多重視台灣的經濟發展。」

### 交接前總辭
2016年5月12日，行政院長張善政在五二○政權交接前率37位閣員總辭，將於5月20日生效，政院進入一週看守期，不再審核重大政策，張善政表示安家固園方案、開放Apple Pay、通過匯流五法草案是任內最滿意的三大政績。台南市長賴清德二度在臉書感謝張善政在南台地震時給予不少協助，贈自於《尚書·大禹謨》的「德惟善政」交趾陶給張善政，巧妙結合兩人的名字。準行政院發言人童振源表示，張善政過去幾個月非常辛勞，對國家政策和業務推動有一定貢獻。

### 南海仲裁案
2016年5月13日，外交部表示曾邀菲律賓及國際仲裁庭派人實地參訪太平島，可是仲裁庭遲未正面回應，菲律賓則已回函拒絕邀請，還刻意重申太平島是「岩礁」非「島」。行政院長張善政認為菲律賓難對自己的控訴有交代，要是他也會想頭埋在沙子裡，先不要去看這件事。

### 高中教育法
2016年5月17日，立法院三讀修正高中教育法，課程審議會將拉高到行政院層級，未來行政院長有課審會委員的提名及聘任權。行政院長張善政表示可以理解大家期待層級從部會拉到行政院才表示足夠的重視，但這麼多年來，各部會和行政院都有各自負責的部分，什麼事情都放在行政院的話，必須要考慮政院是否有足夠人力或專業。他指出當初決定將資安中心放在科技部也是一樣的道理，所有的業務都是部會主管，像食安是衛福部主管、救災是內政部負責，重要業務還是以部會主管為出發點，放在政院是凸顯重要性，但實務面是否合適，要請林全再去考量。

### 基隆港軍港遷移
2016年5月19日，行政院長張善政核定基隆港軍港遷移工程，其後在蔡英文政府開始編預算。

### 520前夕惜別茶會
2016年5月19日，行政院長張善政在行政院舉辦的惜別茶會上提醒準行政院團隊，「不要把我們同仁操翻了！」他強調，這份工作不是在操體力，而是操智慧跟腦力，因為如果操得太累，端出的東西就不會太有智慧，並呼籲留下來的同仁只要能夠以支持「畢業同學」的心態繼續支持接任政府。面對有卸任政委抱怨沒有吃到他種植的香蕉與木瓜，張善政致詞時趕緊解釋，因為去年颱風後農損，要再生長需要一段時間，但是他今年初種了一批市場單價高的栗子南瓜，最近1個月會收成，等收成了再與大家分享，他也開玩笑說，「我最近罵日本罵得很兇，但是日本品種的栗子南瓜很好吃，這點要肯定。」

### 卸任交接
2016年5月20日，進行新、舊行政院長交接儀式，前行政院長張善政在卸任致詞時，為之前「移民說」、「轉型正義」兩段談話過於簡短而導致錯誤解讀澄清、致歉，最後張善政引用一位花蓮務農網友的話，「5月19日下班前，謝謝我們的政府，無論好壞，我們的國家都在。5月20日上班之後，期待我們的新政府，好好加油，國家的我們都在。」網友也對他喊話，是該回去除草了，草長得比人高了，他笑說：「是的，我該去除草了，大家再見。」

## 任內民調
台灣指標民調顯示，由於206台南地震勘災處理得宜，2016年2月下旬民眾對就任未滿月的行政院長張善政施政表現44.5%滿意、16.2%不滿意，同時張善政是馬英九2008年執政後，在6位行政院長中施政滿意度最高、不滿意度最低。3月上旬民眾對行政院長張善政施政表現49.8%滿意、15.5%不滿意，相較2月下旬正向評價增5.3個百分點，負面評價略減0.7個百分點，並且再次超越馬總統本人自2008年執政後的滿意度，但3月下旬時略為滑落。4月上旬民眾對行政院長張善政的施政表現有47.8%滿意、17.0%不滿意，相較3月下旬正向評價略增，但4月下旬時再度略為滑落。卸任前的最後一次調查，5月上旬民眾對行政院長張善政施政表現48.5%滿意、18.3%不滿意，對照4月下旬調查結果，正向評價增加3.0個百分點，負面評價減少1.9個百分點，此外張善政在12位政治人物的好感度中排行第四（56.6%）。
TVBS民調顯示，行政院長張善政處理台南震災，63%台南市民表示滿意，僅7%不滿意，30%未表示意見，而對於行政院團隊的救災表現，也有62%表示滿意，明顯高於不滿意的14%，另外有24%未表態。2016年3月4日，國內主要政治人物聲望調查，張善政的聲望為54%，排名第五。5月9日，張善政三個多月來的表現，半數以上（56%）民眾表示滿意，與3月調查結果相較，微幅上升2個百分點，不滿意較上次增加5個百分點至17%，有27%並未表示意見。
張內閣在任時，民進黨立委張廖萬堅辦公室做馬政府任內閣揆民調，劉兆玄30%、吳敦義拿下42%，其他人都只有十幾個百分比，而張善政以滿意度60%最高。

## 註解
1. 1 2  毛治國內閣續任。
2. ↑  備役陸軍中將